# Всемирная конституция
Всемирная конституция (иное название — мировая конституция, или конституция мира; англ. World Constitution) представляет собой предлагаемую структуру или документ для системы глобального управления. Документ предполагает набор принципов, структур и законов для регулирования отношений между государствами и решения глобальных проблем. Концепция всемирной конституции отражает стремление к большему международному сотрудничеству, миру и решению проблем человечества.

## Обзор
Всемирная конституция служит основой для организации и управления глобальными делами. Обычно в ней описываются полномочия, функции и обязанности глобальных институтов, а также устанавливаются механизмы принятия решений, разрешения конфликтов и защиты прав человека. Цель Всемирной конституции состоит в том, чтобы создать основу для единства, справедливости и устойчивости в глобальном масштабе.

## Список всемирных конституций
Попытки сформулировать Всемирную конституцию предпринимались на протяжении всей истории и часто возникали в ответ на глобальные кризисы или конфликты. Эти инициативы были направлены на устранение ограничений международного порядка для предложения систем глобального управления.

### Предварительный проект Всемирной конституции (Чикагский университет, 1947 год)
В 1948 году Чикагский университет разработал предварительный документ «Предварительный проект мировой конституции» (Preliminary Draft of a World Constitution), в котором излагалась потенциальная всемирная конституция. Предложение, выдвинутое Робертом Мейнардом Хатчинсом, было направлено на обсуждение глобального управления. Членами Комитета на момент публикации проекта были Роберт Хатчинс, Элизабет Манн Боргезе, Мортимер Дж. Адлер, Стрингфеллоу Барр, Альберт Леон Герар, Гарольд Иннис, Эрих Калер, Уилбер Г. Кац, Чарльз Ховард Макилвейн, Роберт Редфилд и Рексфорд Тагвелл.

### Конституция Федерации Земли (1950-е годы и далее)
В 1960-е годы были предприняты наиболее масштабные усилия по разработке Всемирной конституции. Тейн Рид и Филип Исели разработали процедуру представления делегатов национальных правительств и народов всех стран на всемирный конституционный съезд. Был разослан глобальный призыв к созыву Всемирного конституционного конгресса, который подписали многие мировые деятели и правительства пяти стран. В результате в 1968 году в Интерлакене (Швейцария) и Вольфахе (ФРГ) состоялись Всемирный конституционный конгресс (англ. World Constitutional Convention) и Всемирный народный парламент (Peoples World Parliament). Началась разработка конституции глобального федерального мирового правительства. Присутствовало более 200 участников из 27 стран. Вторая сессия Всемирной Учредительной Ассамблеи состоялась в Инсбруке, Австрия, в 1977 году. Проект конституции был принят как Конституция Федерации Земли (Constitution for the Federation of Earth) также известная как «Конституция Земли» (Earth Constitution). В дальнейшем в документ были внесены поправки на 3-м Учредительном собрании в Коломбо, Шри-Ланка, 1979 год и на 4-м Всемирном Учредительном собрании, в Трое, Португалия, в 1991 году.
Конституция Земли предлагает план мирового федералистского правительства. Временный Всемирный Парламент (Provisional World Parliament), переходный международный законодательный орган, действует в рамках Конституции Федерации Земли.

## Ключевые элементы
Всемирная конституция в различных вариантах часто включает в себя важные элементы для обеспечения эффективного глобального управления:
- Глобальный законодательный орган: предусматривается создание представительного глобального парламента или ассамблеи для решения глобальных проблем, принятия законов и содействия международному сотрудничеству.
- Глобальный исполнительный орган: предлагается создание глобального исполнительного органа, ответственного за реализацию политики, координацию международных инициатив и управление глобальными делами.
- Глобальная судебная система: предусматривается глобальная судебная система для разрешения споров между странами, интерпретации международных законов и обеспечения соблюдения глобальных стандартов.
- Защита прав человека: подчеркивается защита основных прав человека в глобальном масштабе, их признание и соблюдение во всех странах.

## Критика и проблемы
Предложения по всемирной конституции сталкиваются с рядом проблем и критикой, в том числе:
- Проблемы суверенитета: Критики утверждают, что мировая конституция может посягать на национальный суверенитет и ограничивать автономию отдельных стран.
- Практическая реализация: Создание и реализация глобальной конституции в значимом масштабе представляет собой серьезные практические проблемы, включая политические, юридические и логистические сложности.
- Конфликт точек зрения: Согласование различных культурных, политических и правовых точек зрения стран всего мира представляет собой серьезное препятствие на пути разработки общепризнанной мировой конституции.